# Trichadenia
Trichadenia é um género botânico pertencente à família Achariaceae, composto por apenas duas espécies.

## Espécies
- Trichadenia philippinensis
- Trichadenia zeylanica